# Borse Dubai
La Borse Dubai est une bourse qui regroupe qui la Dubai Financial Market et le NASDAQ Dubai fondée en 2007. Elle possède entre 2007 et 2014, une participation de 28 % dans la Bourse de Londres dans le cadre d'un accord plus large avec le Nasdaq basé aux États-Unis.

## Histoire
Borse Dubai a été créée le 6 août 2007 pour consolider les deux bourses du gouvernement de Dubaï ainsi que les investissements actuels dans d'autres bourses.
En mars 2015, Borse Dubai vend 17,4 % de la Bourse de Londres pour 1,5 milliard de livres.